# Asser Christelijke Voetbalvereniging
De Asser Christelijke Voetbalvereniging, beter bekend als ACV, is een Nederlandse amateurvoetbalvereniging uit Assen in de provincie Drenthe. De club werd opgericht in 1939 en heeft blauw-zwart als kleuren. Het speelt de thuiswedstrijden op het sportpark Het Stadsbroek, om sponsorredenen Sportpark ICT Specialist genoemd, voorheen Catawiki-Sportpark en Univé-Sportpark.

## Standaardelftal
Het standaardelftal speelt in het seizoen 2023/24 in de Tweede Divisie. De club speelde altijd al op zaterdag en tekende het convenant dat opgesteld was tussen de KNVB en de Belangenvereniging Zaterdagvoetbal (BZV) om te kunnen garanderen dat wedstrijden op zaterdag gespeeld kunnen worden.
Op het hoogste amateurniveau won ACV twee keer de algehele amateurtitel, in 1978 en 1986. Tegenstanders in de finale waren respectievelijk VV Hoogeveen en TOP. Drie keer werd het Nederlands kampioenschap voor zaterdagamateurs behaald en negen maal het afdelingskampioenschap.
Het eerste elftal speelde sinds 1971 tot en met het seizoen 2009/10 in de hoogste klasse van het amateurvoetbal, met uitzondering van de seizoenen 1974/75-1975/76 en 2008/09. De club miste in het daaropvolgende seizoen de stap naar de nieuwe Topklasse waardoor de club sinds het seizoen 2010/11 actief was op het een na hoogste amateurniveau, de Hoofdklasse. In seizoen 2016/17 werd de club kampioen in de Zaterdag Hoofdklasse B en promoveerde naar de Derde divisie. In het seizoen 2017/18 volgde direct een rechtstreekse degradatie. Na twee seizoenen in de Hoofdklasse kreeg ACV voor het seizoen 2020/21 een plaats toebedeeld in de Derde divisie. Twee seizoenen later werd het kampioenschap van de 3e divisie behaald en promoveerde de club naar de Tweede divisie waarin het direct in de subtop meedraaide.

### Erelijst
Algemeen amateurkampioen: 1978, 1986
kampioen Zaterdagamateurs: 1978, 1986, 1987
kampioen 3e divisie (zaterdag): 2023
kampioen Hoofdklasse: 1978, 1979, 1980, 1986, 1987, 1990, 1992, 1994, 2002, 2017
winnaar Districtsbeker Noord: 1982, 1986

### Competitieresultaten 1948–heden
| 7 |

| 3 4B |

| 4 4B |

| 4 4B |

| 2 4B |

| 1 4B |

| 1 4B |

| 6 |

| 7 |

| 8 |

| 8 |

| 9 |

| 10 |

| 5 4B |

| 6 4B |

| 8 4B |

| 10 4B |

| 1 |

| 5 4B |

| 2 4B |

| 3 3A |

| 1 3B |

| 5 2E |

| 1 2D |

| 2 1B |

| 7 1B |

| 12 1B |

| 4 2D |

| 1 2D |

| 6 1B |

| 1 1B |

| 1 1B |

| 1 1B |

| 3 1B |

| 4 1B |

| 2 1B |

| 3 1C |

| 5 1C |

| 1 1C |

| 1 1C |

| 5 1A |

| 3 1C |

| 1 1C |

| 4 1C |

| 1 1C |

| 5 1C |

| 1 1C |

| 3 1C |

| 2 1C |

| 3 C |

| 4 C |

| 9 C |

| 7 C |

| 4 C |

| 1 C |

| 2 C |

| 4 C |

| 6 C |

| 9 C |

| 3 C |

| 13 C |

| 1 1E |

| 8 C |

| 5 C |

| 5 C |

| 4 C |

| 5 C |

| 5 C |

| 3 C |

| 1 C |

| 17 |

| 5 B |

| 2* B |

| 17* |

| 6 |

| 1 |

| 9 |

| 12 |

- = Dit seizoen werd stopgezet vanwege de uitbraak van het coronavirus. Er werd voor dit seizoen geen officiële eindstand vastgesteld.

| Tweede Divisie | Derde Divisie | Hoofdklasse | Eerste klasse | Tweede klasse | Derde klasse | Vierde klasse | Eerste klasse DVB |

In elke staaf van de grafiek staat van boven naar beneden vermeld: 
- Eindnotering

Dit is de positie die de club heeft bereikt in de competitie, zonder eventuele beslissings-, play-off- of nacompetitiewedstrijden die nodig zijn geweest om bijvoorbeeld de kampioen van de competitie te bepalen.
Indien een * achter het getal staat is de notering een tussenstand en kan het zijn dat de notering niet overeenkomt met de uiteindelijke eindstand van de competitie.
Staat er een - dan is het seizoen nog bezig en is er geen definitieve uitslag bekend.
Staat er xx op de positie van de notering, dan heeft de club vroegtijdig de competitie verlaten. Dit kan onder andere komen door terugtrekking van het team, faillissement van de club of door een uitgedeelde straf van de KNVB. In veel gevallen staat elders in het artikel de reden vermeld.
Staat er een ? dan is het resultaat uit het verleden onbekend, en is alleen de competitie of het niveau bekend van dat seizoen.
In de seizoenen 2019/20 en 2020/21 werd wegens de coronacrisis het amateurvoetbal afgebroken. Daardoor kennen deze staven geen eindklassering (middels -- weergegeven).
- Competitieniveau en afdelingsletter of Officiële eindstand Eredivisie
  - Competitieniveau en afdelingsletter

Hierbij geeft het getal het niveau weer, dat ook terug te vinden is in de legenda. De letter is de afdelingsaanduiding en wordt gebruikt wanneer er meer afdelingen zijn op hetzelfde niveau. De afdelingsletter is altijd een hoofdletter en wordt meestal zonder nummer gebruikt.
Voorbeeld: 2F is niveau 2e klasse competitie F.
Het competitieniveau en nummer wordt niet vermeld wanneer er slechts één competitie van dit niveau was.
  - Officiële eindstand Eredivisie (getal staat tussen haakjes vermeld)

Sinds de introductie van play-offwedstrijden voor Europees voetbal na afloop van de reguliere competitie in 2005/06, is de KNVB verplicht een eindstand van de Eredivisie door te geven aan de UEFA aan de hand van deze play-offwedstrijden.
Bij deze eindstand staan clubs die zich hebben gekwalificeerd voor Europees voetbal hoger dan clubs die zich niet wisten te kwalificeren. Indien er geen verschil was tussen de eindnotering en de officiële eindstand, staat dit getal niet vermeld.

- Onderafdeling

Hier staat afgekort de naam van de onderafdeling indien de club in dat jaar in een onderafdeling uitkwam. Tevens staat deze afkorting in de legenda en wordt gelinkt naar het artikel over deze onderafdeling. Deze afkorting wordt alleen vermeld wanneer de club in het verleden in verschillende onderafdelingen heeft gespeeld. Deze vermelding is in de staaf altijd in kleine letters. Deze onderafdelingen zijn na het seizoen 1995/96 afgeschaft. Heeft de club in slechts één onderafdeling gespeeld, dan is dit alleen terug te vinden in de legenda.
Onder de staaf staat het jaartal vermeld waarin het seizoen is afgesloten. 15 verwijst naar het seizoen 2014/15 of eventueel het seizoen 1914/15.
Wanneer een staaf leeg is, zijn deze gegevens niet bekend. Het kan ook zijn dat de club dat seizoen niet heeft meegespeeld op het hogere amateurniveau, vroegtijdig de competitie heeft verlaten of uit de competitie is gezet.

In het seizoen 1944/45 was er wegens de Tweede Wereldoorlog geen regulier competitievoetbal.

## ACV in de KNVB Beker
Dit schema laat de resultaten zien van ACV tegen profclubs in de KNVB Beker.
| Seizoen | Ronde    | Wedstrijd              | Uitslag        |
| ------- | -------- | ---------------------- | -------------- |
| 1978/79 | 1e ronde | BV Veendam - ACV       | 3-1            |
| 1980/81 | 1e ronde | sc Heerenveen - ACV    | 3-2            |
| 1981/82 | 1e ronde | sc Heerenveen - ACV    | 3-2            |
| 1982/83 | 1e ronde | ACV - FC Volendam      | 2-6            |
| 1983/84 | 1e ronde | ACV - Roda JC Kerkrade | 0-7            |
| 1984/85 | 2e ronde | SBV Haarlem - ACV      | 0-2            |
| 1986/87 | 1e ronde | ACV - FC Wageningen    | 2-2 (3-2 n.s.) |
| 1986/87 | 2e ronde | ACV - FC Den Bosch'67  | 1-2            |
| 1987/88 | 1e ronde | ACV - DE Graafschap    | 1-3            |
| 1988/89 | 1e ronde | ACV - sc Heerenveen    | 1-3 n.v.       |
| 1989/90 | 1e ronde | ACV - NAC Breda        | 0-4            |
| 1990/91 | 1e ronde | ACV - Sparta Rotterdam | 0-4            |
| 1992/93 | 1e ronde | ACV - BV Veendam       | 0-1            |
| 1993/94 | 2e ronde | ACV - FC Den Haag      | 2-5            |
| 1994/95 | Groep 1  | BV Emmen - ACV         | 2-1            |
| 1994/95 | Groep 1  | ACV - BV Veendam       | 0-1            |
| 1994/95 | Groep 1  | ACV - FC Groningen     | 0-3            |
| 1998/99 | Groep 6  | ACV - FC Zwolle        | 0-0            |
| 1998/99 | Groep 6  | De Graafschap - ACV    | 4-0            |
| 2000/01 | Groep 16 | BV Veendam - ACV       | 8-1            |
| 2000/01 | Groep 16 | ACV - FC Groningen     | 1-4            |
| 2001/02 | Groep 19 | SC Cambuur - ACV       | 5-0            |
| 2001/02 | 3e ronde | FC Groningen - ACV     | 7-1            |
| 2002/03 | Groep 20 | ACV - FC Groningen     | 0-2            |
| 2002/03 | Groep 20 | ACV - BV Veendam       | 2-5            |
| 2003/04 | 1e ronde | ACV - SC Cambuur       | 1-4            |
| 2004/05 | 1e ronde | ACV - FC Groningen     | 1-5            |
| 2005/06 | 1e ronde | ACV - FC Volendam      | 1-3            |
| 2021/22 | 1e ronde | ACV - MVV Maastricht   | 0-3            |

## Vrouwen
Het eerste vrouwenvoetbalelftal komt in het seizoen 2022/23 voor het eerst uit in de Topklasse op het hoogste amateurniveau.
In 2014 werd, middels het klassekampioenschap, de Tweede klasse bereikt waarin het drie seizoenen uitkwam en ook middels het klassekampioenschap uit promoveerde. In de landelijke Eerste klasse werd het eerste seizoen ook direct het klassekampioenschap behaald en volgde de tweede promotie oprij. Het verblijf in de Hoofdklasse duurde (inclusief de twee “coronaseizoenen”) vier seizoenoen om weer middels het klassekampioenschap te promoveren naar het hoogste amateurniveau.

### Erelijst
kampioen Hoofdklasse: 2022
kampioen Eerste klasse: 2018
kampioen Tweede klasse: 2017
kampioen Derde klasse: 2014

## Bekende (oud-)spelers en trainers
Achilles 1894 · ACV · FC Amboina · FC Assen · Asser Boys · LTC · VV LEO